# حسن أباد (أشنوية)
حسن أباد هي قرية في مقاطعة أشنوية، إيران. عدد سكان هذه القرية هو 440 في سنة 2006.